# Condes de Genebra

Brasão definitivo a partir de Aimão II de Genebra

Os Condes de Genebra é uma dinastia atestada desde o século XI, e que se extingue na minha masculina em 1394. O título comes gebennensis deve ser traduzido por Condes de Genebra, e não como faz muitas vezes a historiografia  antiga, tanto saboiarda como genebrina] par conde de Genevois, pois que este nome era usado, depois da extinção dos Condes de Genebra, pelos membros da Casa de Sabóia que tomarão parte da região por apanágio (feudo) .
A origem da família é obscura mas fala-se do primeiro conde como sendo Geraldo I de Genebra, identificado como tal e atestado a meados do século XI. Era o sobrinho da segunda geração de Roberto I de Genebra, último Rei da Borgonha como Roberto III. As possessões, muito importantes, da família situam-se na diocese de Genebra, e estendam-se do lago Lemano ao lago do Bourget, logo no País de Gex mas não no [Chablais]]. Benfeitores de abadias e priorados, estendiam a  também a sua influência fazendo aceder os membros do família a postos eclesiásticos e a episcopados na região alpina e do Ródano .

## Direitos
O problema dos direitos dos condes sobre a cidade de Genebra não faz a unanumidade. Alguns pensão que detinham os direitos dos condes até 1124, contrariamente ao que se passa em Sion e Lausana, onde estes direitos são passados ao  bispo pelo rei da Borgonha; enquanto que outros pensam  que os condes nunca tiveram detiveram o poder sobre a cidade que deu o seu nome a esta dinastia já que o Senhor de Genebra, sendo um bispo dependia directamente do Santo Império Romano. 
Seja como for, os Condes de Genebra construíram um castelo de Bourg-de-Four, mas, depois de uma longa série de conflitos com os bispos Humbert de Grammont e Arducius de Faucigny, são obrigados a reconhecer a preponderância episcopal, pelo   tratado de Seyssel, em 1124, pelo de  Saint-Simon em 1156, pelo de Aix-les-Bains 1184 e o de Desingy em 1219 
Os Condes de Genebra (CdG) têm rapidamente de s confrontarem com a expansão da Casa de Sabóia e já no século XIII, Pedro II de Saboia ocupa a maior parte do País de Vaud que corresponde sensivelmente ao actual cantão de Vaud. Essa é uma das razões porque ele é conhecido pelo Pequeno Carlos Magno. Por essa razão, e desde 1250, os CdG não possuem absolutamente nada a Norte do lago Lemano. Perdem a castelo castelo de Bourg-de-Four, e os direitos sobre diversas aldeias da região campesina genebrina que são obrigados a ceder ao priorado Saint-Victor. O cerco em volta do território dos CdG continua com a aquisição pela Sabóia do País de Gex em 1353 e du Faucigny em 1355. Aos poucos os CdG vão recuando até Annecy, no centro das suas principais possessões, a aumentam e fortificam o Castelo de Annecy que se torna uma verdadeira fortaleza, onde se instala a corte e o governo .
Uma centralização institucional é estabelecida com Amadeu III de Saboia (1280-1308), Guilherme III de Genebra (1308-1320), marido Agnès ou Inês de Saboia, e Amadeu III de Saboia (1320-1367). Em 1356, Amadeu III obtém do imperador Carlos IV - e isso contra a vontade dos bispos Genebra Alamand de Saint-Jeoire - o direito de cunhar moeda no seus estabelecimentos do Palácio de l'Isle em Annecy. Sem nunca ter chegado ao esplendor de outros Estados regionais como os da Casa de Sabóia ou do Delfinado, aquilo que se começa a ser conhecido pelo Genevois tem uma parte muito reconhecida no século XIV, já que compreende cerca de 30 mandements, ou castelanias, o condado estendendo-se no início do país da Alta-Sabóia, das portes de Genebra perto do lago do Bourget, entre o Ródano e os Pré-Alpes 

## Documentação
- «DHS: Comtes de Genève» (em francês). Visitado: Abril 2014